# James Dolan
James Lawrence Dolan (11 de maio de 1955) é um empresário americano que atua como presidente executivo e CEO da Madison Square Garden Sports e da Madison Square Garden Entertainment e presidente executivo da MSG Networks.
Como presidente das empresas, Dolan supervisiona todas as operações dentro da empresa e também supervisiona as operações diárias de suas equipes esportivas profissionais, New York Knicks e New York Rangers, bem como suas redes regionais de esportes, que incluem MSG Network e a MSG Plus. Dolan atuou anteriormente como CEO da Cablevision até sua venda em junho de 2016.

## Primeiros anos
Dolan é filho do fundador da Cablevision, Charles Dolan, e de sua esposa, Helen Ann Dolan. Ele é descendente de irlandeses. Depois de originalmente buscar uma carreira na música, Dolan eventualmente mudou para uma especialização em comunicações na SUNY New Paltz e começou a trabalhar para a Cablevision em várias funções, incluindo vendas, antes de ser enviado a Cleveland por seu pai para gerenciar o lançamento de uma estação de rádio esportiva. Em 1995, ele foi nomeado CEO da Cablevision.
Ao longo de sua vida adulta, Dolan lutou contra problemas com drogas e álcool e era conhecido por ter um temperamento volátil. Em 1993, ele foi para a reabilitação de drogas na clínica Hazelden em Center City, Minnesota.

## Gestão de negócios
Dolan se opôs ao serviço de satélite proposto por seu pai, a Voom, que se tornou uma polêmica polarizadora entre o Conselho de Administração da Cablevision. Enquanto os defensores argumentavam que a Voom poderia impulsionar a Cablevision no futuro mercado de satélites emergente e uma base de clientes mais ampla, os oponentes do plano, incluindo James Dolan, argumentaram que era muito caro e não tinham redução de despesas no futuro previsível. No final, o Dolan mais jovem prevaleceu e a Voom foi fechada. Este foi um evento instrumental em Dolan para emergir da sombra de seu pai, embora com relutância, e se tornar um empresário viável.
Sua carreira profissional incluiu vários fracassos, que incluem a compra da falida rede de eletrônicos e entretenimento Wiz, que acabou registrando perdas de US $ 250 milhões antes de ser liquidada, e a rede Clearview Cinemas, que não conseguiu gerar receitas significativas.

## Filantropia
Dolan fomentou a parceria filantrópica da Cablevision com a Fundação Lustgarten, uma patrocinadora privada da pesquisa do câncer de pâncreas. Junto com Charles Dolan e o ex-vice-presidente da Cablevision e presidente do Madison Square Garden, Marc Lustgarten. Dolan estabeleceu a Fundação em 1998. Em 2008, a Cablevision assumiu o compromisso de financiar os custos da Fundação, garantindo que 100% de cada doação vá para a pesquisa desta doença. Com o apoio de Dolan, a Cablevision usou seus ativos para promover a campanha curePC, que visa aumentar a conscientização pública sobre o câncer de pâncreas e é responsável por organizar o Holiday Rock & Roll Bash, o evento anual de arrecadação de fundos da Fundação.
Dolan desempenhou um papel na organização do recente concerto beneficente "12-12-12", que arrecadou US $ 50 milhões iniciais para as vítimas do furacão Sandy. Outros shows beneficentes incluíram "The Concert For New York City", que gerou mais de US $ 35 milhões em ajuda para vítimas e heróis do 11 de setembro, e "From The Big Apple to The Big Easy", que arrecadou quase US $ 9 milhões para o alívio do furacão Katrina. Dolan apóia o compromisso contínuo de MSG com a comunidade, particularmente por meio da Garden of Dreams Foundation, a instituição de caridade sem fins lucrativos que tem parceria com MSG, para ajudar crianças que enfrentam obstáculos em toda a área metropolitana de Nova York.

## Gestão desportiva
Em 1994, a Paramount Communications, proprietária do Madison Square Garden, foi adquirida pela Viacom, que por sua vez vendeu as propriedades da MSG para a Cablevision e ITT Corporation, que tinham 50% de participação cada uma. A ITT vendeu sua participação para a Cablevision três anos depois.
Em 1999, Dolan recebeu um papel maior no gerenciamento das propriedades esportivas da Cablevision e agora é o gerente principal desses ativos. As equipes sob seu domínio incluem o New York Knicks da National Basketball Association, o New York Rangers da National Hockey League, o New York Liberty da Women's National Basketball Association e o Hartford Wolf Pack da American Hockey League.
Como Presidente do Madison Square Garden, ele supervisiona as operações diárias de suas equipes esportivas profissionais e redes regionais de esportes, que incluem a MSG Network e a MSG Plus. Ele também serve como representante dos Knicks e Rangers em suas respectivas ligas.

### Controvérsias

#### New York Knicks
Como os Rangers, os Knicks tiveram um desempenho péssimo no início dos anos 2000. Ao contrário dos Rangers, eles ainda não se recuperaram totalmente, o que os fãs atribuem principalmente aos erros de gestão de Dolan. Embora os Knicks tenham chegado às finais da NBA em 1999, eles não tem uma temporada de mais vitórias do que derrota até a temporada de 2012-13. Além disso, os Knicks não chegaram aos playoffs da temporada de 2003-04 até a temporada de 2010-11. Em 2007, o comissário da NBA, David Stern, criticou a gestão dos Knicks de Dolan, dizendo que "eles não são um modelo de gestão inteligente". Uma decisão amplamente criticada foi dar ao armador Allan Houston um contrato máximo de 6 anos e US $ 100 milhões em 2001, quando nenhum outro time havia oferecido a Houston mais de US $ 75 milhões. Houston se aposentou devido a lesão após apenas quatro temporadas e com mais de $ 40 milhões restantes em seu contrato.
Em 2003, Dolan contratou Isiah Thomas como presidente de operações de basquete e gerente geral para substituir Scott Layden. Thomas fez movimentos agressivos para reajustar e atualizar o elenco dos Knicks por meio de negociações, o Draft da NBA e o periodo de free agency. Apesar do talento que Thomas importou, o time não correspondeu às expectativas e Thomas era frequentemente alvo da frustração dos fãs dos Knicks; Dolan também estava recebendo a ira dos fãs por seu compromisso com Thomas, apesar das decisões às vezes questionáveis dele.
Após a temporada de 2004-05, os Knicks assinaram com o técnico Larry Brown por um contrato de 5 anos e US $ 50 milhões. Depois de apenas uma temporada, Brown foi demitido e saiu com um total de $ 28 milhões por treinar os Knicks por apenas um ano.
Depois de demitir Larry Brown, Isiah Thomas assumiu as funções de técnico. Durante uma entrevista na MSG Network, a última vez que Dolan respondeu a perguntas da imprensa, Dolan deu a Thomas um ultimato para mostrar "progresso evidente" ou potencialmente ser demitido. Na segunda metade da temporada de 2006-07, com os Knicks ao alcance de uma vaga nos playoff, Dolan assinou uma extensão de contrato com Thomas. A equipe posteriormente saiu da disputa pelos playoffs e Dolan foi castigado em muitos setores pela extensão do contrato de Thomas. Na temporada seguinte, Dolan despediu Thomas do cargo de presidente porque ele levou os Knicks aos playoffs apenas uma vez durante sua gestão. O novo presidente da equipe, Donnie Walsh, removeu Thomas do cargo de técnico no final da temporada.
Outros treinadores que também tiveram um mandato de curta duração como treinadores principais dos Knicks incluem Don Chaney (2001-2003) e Lenny Wilkens (2003-2005). Como Thomas e Brown, eles permaneceram na folha de pagamento dos Knicks após sua saída devido a contratos plurianuais assinados com o proprietário (e no caso de Chaney, 2 extensões de contrato separadas).
Em 2007, Dolan foi citado como réu em um processo de assédio sexual apresentado por uma ex-executiva do Knicks, Anucha Browne-Sanders. Browne-Sanders acusou Dolan de demiti-la por despeito, depois que ela se queixou de assédio sexual de Isiah Thomas. O tribunal decidiu em favor de Brown-Sanders e Dolan teve que pagar $ 3 milhões do acordo de $ 11 milhões. A MSG foi responsável por pagar o restante do acordo.
Em julho de 2012, Dolan enfrentou críticas por permitir que o popular armador dos Knicks, Jeremy Lin, assinasse com o Houston Rockets sem igualar sua oferta de US $ 25,1 milhões.
Em fevereiro de 2015, Dolan respondeu a uma carta de Irving Bierman, um fã dos Knicks de 73 anos, que criticava Dolan e questionava sua liderança. Ele disse ao fã para "torcer para os Nets porque os Knicks não querem você" e que Bierman era "uma pessoa triste e provavelmente um alcoólatra". Dolan posteriormente abordou o assunto com a imprensa, mas não se desculpou, apenas disse que a carta era um caso de "olho por olho" e declarando o incidente "encerrado". O recém-nomeado comissário da NBA, Adam Silver, não repreendeu ou penalizou Dolan, mas, em vez disso, varreu o incidente para debaixo do tapete chamando Dolan de um "nova-iorquino consumado" que recebeu "um e-mail rude e respondeu com um e-mail indelicado".
Em 9 de fevereiro de 2017, o ex-jogador dos Knicks, Charles Oakley, foi removido do Madison Square Garden durante um jogo entre Knicks e Clippers após uma briga com um segurança do MSG. Oakley afirma que Dolan o ignorou, se não o condenou ao ostracismo. Em 11 de março de 2019, Oakley comentou que Dolan tenta intimidar a todos porque tem dinheiro e poder, afirmando que havia muito poucos motivos para se reconciliar com ele após o incidente.
Em março de 2019, Dolan ameaçou banir um torcedor no Madison Square Garden depois que ele gritou "venda o time". A ESPN discutiu a situação na TV, questionando o raciocínio por trás de sua tomada de decisão e dizendo que Adam Silver precisa deixar Dolan se desculpar com o fã ou, ironicamente, realmente vender o time. Alguns fãs do time responderam à indignação distribuindo camisetas gratuitas com os dizeres "St. Patty Says Ban Dolan" em seu jogo de 17 de março contra o Los Angeles Lakers, embora algumas das camisetas tenham sido confiscadas pelos seguranças antes que os fãs entrassem na arena.

#### New York Rangers
Depois de vencer a Stanley Cup em 1994, os Rangers viu um declínio no desempenho após o aumento do papel de Dolan na gestão da equipe e não conseguiu chegar aos playoffs da temporada de 1997-98 até a temporada de 2004-05, apesar de liderar a liga na folha de pagamento na maioria desses anos. Esta foi a mais longa seca de playoffs na história da franquia, em parte devido às contratações de agentes livres questionáveis e caros, como Eric Lindros, Pavel Bure e Theo Fleury. Apesar dos apelos dos fãs e da mídia para que o gerente geral da equipe, Glen Sather, fosse demitido pelas deficiências da organização, Sather se manteve. No entanto, desde a resolução da greve da NHL em 2005, Dolan permitiu que Sather reconstruísse do zero, o que levou a um renascimento da organização, levando a uma viagem às finais da Conferência Leste em 2012, seu primeiro desde 1997, e para as finais da Stanely Cup em 2014. No entanto, quando Dolan falou sobre as chances do time na Stanley Cup em janeiro de 2012, o técnico do Rangers, John Tortorella, questionou seus comentários. "Meu dono está aqui falando sobre uma Stanley Cup. Isso é um monte de besteira ", disse Tortorella em resposta. "Precisamos jogar um jogo de cada vez."

#### New York Liberty
Em 5 de maio de 2015, Dolan anunciou que Isiah Thomas serviria como presidente do New York Liberty da WNBA. Considerando a história de Thomas sendo um Presidente / GM fracassado dos Knicks e ele sendo implicado no incidente de assédio sexual de Anucha Browne-Sanders, o julgamento de Dolan foi questionado por muitos fãs e membros da imprensa.

#### Los Angeles Clippers Arena
Em um processo em andamento entre a Madison Square Garden Company e a cidade de Inglewood, Califórnia, Dolan estaria tentando evitar ser deposto no caso. O Los Angeles Clippers querem construir uma nova arena, que competirá diretamente com o The Forum, que é propriedade da Madison Square Garden Company. Em dezembro de 2018, a Madison Square Garden Company foi contra-atacada pelos Clippers por tentar impedir a construção de uma arena concorrente. Em março de 2019, e-mails vazados revelaram que Irving Azoff tentou atrair o Los Angeles Lakers de volta ao The Forum após o término do aluguel do Staples Center. A proposta de Azoff de reformular o Fórum foi vista como uma forma de impedir os Clippers de construir sua própria arena em Inglewood e garantir que a Madison Square Garden Company obtivesse uma vantagem injusta sobre a rival AEG, que já possui parte dos Lakers. No verão de 2019, surgiram detalhes em relação às táticas de Dolan de evitar a construção da arena competitiva. A Madison Square Garden Company gastou dinheiro tentando influenciar a eleição para prefeito de Inglewood como uma forma de tentar impedir a construção da arena. Eles também financiaram grupos comunitários para ajudar sua oposição à arena.

## Políticas de mídia
Dolan raramente fala com membros da mídia e se comunica com a imprensa por meio de declarações divulgadas ou em entrevistas com a MSG.Network. Em 2000, Dolan instituiu o treinamento de mídia para todos os funcionários da Garden que pudessem lidar com a imprensa e instituiu uma regra rígida contra o pessoal da equipe criticar outras pessoas na organização por meio da mídia. Sob a supervisão de Dolan, a MSG implementou políticas de mídia polêmicas, limitando o acesso aos jogadores. Algumas dessas medidas incluíram a proibição de repórteres de entrevistar jogadores sem a presença de um oficial de relações públicas da MSG, proibindo entrevistas individuais e excomungando escritores que escrevem artigos criticando a organização. As políticas também proíbem a MSG Network de criticar os Knicks e os Rangers, independentemente de seu desempenho. Essas medidas não eram uma prática padrão para outras equipes da NBA. Além disso, os Knicks não disponibilizaram sua equipe médica para a imprensa. Em 2004, o contrato de longa data do locutor Marv Albert não foi renovado pela MSG Network, supostamente por causa de suas críticas aos Knicks.

## Vida pessoal
Dolan mora em Long Island com sua esposa. Ele foi casado duas vezes e tem seis filhos. Ele é filho do fundador da Cablevision, Charles Dolan, e sobrinho do proprietário do Cleveland Indians, Larry Dolan. Em 28 de março de 2020, foi anunciado que ele havia sido diagnosticado com COVID-19 em meio à pandemia de COVID-19.

### Hobbies
Dolan toca rock inspirado no blues como cantor do JD & The Straight Shot. Depois de um show na cidade de Nova York em 2017, um crítico escreveu que Dolan "canta como se estivesse tentando não tossir e é possível que ele não saiba tocar violão. Pior, suas canções desmentem seu status de cosplayer do blues; a maioria de suas letras simplesmente resume eventos atuais ou livros que ele leu como se estivesse apresentando um projeto de aula de inglês do 10º ano". Em 1º de agosto de 2018, sua banda lançou a música "I Should Have Known" inspirada no assédio sexual do álbum The Great Divide. O álbum foi programado para ser lançado em outubro de 2018.